# Уличный боец (альбом Децла)
«Уличный боец» — второй студийный альбом российского рэп-исполнителя ДеЦла, выпущенный на аудиокассетах и компакт-дисках 7 июня 2001 года продюсерской фирмой «МедиаСтар».
В отличие от предыдущего альбома, ДеЦл активно участвовал в написании песен. Альбом состоит из 12 песен и был записан в период с 2000 по 2001 год на московской студии звукозаписи «Тон-ателье № 1» в телецентре «Останкино». В записи альбома приняли участие рэперы N’Pans, ШЕFF, Купер и Sexy Lia, а также R&B-исполнители Маруся и Ирина «Шмель» Минина и рок-группа «Грин Грей».
Музыку для альбома создали Shooroop, DJ LA, Tonik, DJ 108, Tengiz при содействии гитариста Брюса и рок-группы «Грин Грей». Все тексты для альбома написали ДеЦл и ШЕFF, кроме песен «В любви» (N’Pans, Купер и ШЕFF), «Уличные псы» (ДеЦл и N’Pans), «Рифмы по-английски» (Ladjack) и «Весна восьмого дня» (ДеЦл и «Грин Грей»).
Совместная презентация альбомов ДеЦла «Уличный боец» и группы Bad Balance «Каменный лес» состоялась в колонии для несовершеннолетних подмосковного города Наро-Фоминска 8 июня 2001 года.

## Видеоклипы
Были сняты видеоклипы на шесть песен из альбома: «Рифмы по-английски», «Уличный боец», «Письмо», «Море», «Уличные псы» и «Весна восьмого дня». Видеоклипы попали в ротацию чартов «Русская десятка» и «20 самых-самых» телеканала «MTV Россия».
20 декабря 2000 года на фестивале «Rap Music» в СК «Олимпийский» был снят концертный видеоролик на композицию «Рифмы по-английски».
16 и 17 марта 2001 года был снят видеоклип на песню «Письмо». В качестве режиссёра этой работы был выбран Олег Степченко, а в качестве оператора — Сергей Дандурян. Сценарий был создан на основе реальной истории: девочка-школьница пишет письмо своему кумиру ДеЦлу о том, что никто не понимает её любви к рэпу, а из-за одноклассников-скинхедов она обречена ходить бритоголовой. В первый день съёмки проходили в павильоне компании «Пигмалион» на студии им. Горького. Специально для съёмок на студию привезли мешки писем, позаимствованные на «MTV Россия». Второй день съёмок проходил на киностудии Министерства обороны России (в прошлом «Военфильм»). Премьера клипа состоялась на телеканале «MTV Россия» 14 мая 2001 года. Сама песня, как и видеоряд, была вдохновлена песней «Stan» Эминема, хоть и появилась через год. В ответ на что ДеЦл замечал, что в его песне всё заканчивается хорошо. В 2014 году ДеЦл совместно с Александром Гудковым сделал пародию на песню «Письмо» в рамках передачи «Вечерний Ургант». В новой версии песни на смену школьным проблемам неизвестной поклонницы пришли коммунальные.
В июне 2001 года в Черногории был снят видеоклип на песню «Море». В первый день съёмок, во время первого дубля, ДеЦл разбил мотоцикл, врезавшись в автобус с кинооператором. В клипе были сняты вертолёты, яхты, мотоциклы и югославские топ-модели. За время своей поездки DJ Ленар и Панс слегка покалечились на мотоциклах, DJ LA наступил на морского ежа, а DJ Tonik утопил на катере эксклюзивную шляпу, которую ему сделали в Питере. ШЕFF в Черногории тяжело заболел ангиной, и по приезде в Россию ему пришлось вырезать гланды. Премьера клипа состоялась на телеканале «MTV Россия» 22 июля 2001 года. Клип также попал в ротацию телеканала «Муз-ТВ».
23 августа 2001 года был снят видеоклип на песню «Уличные псы» (ДеЦл и N’Pans). Режиссёром клипа стала Ирина Миронова. У ролика нет сюжета, ассоциативный видеоряд включает в себя сцены собачьих боев, боёв без правил и женского стриптиза. Самому ДеЦлу отведена роль персонажа-наблюдателя. Вся команда ДеЦла и Панса одета в камуфлированные костюмы. В ноябре 2001 года клип попал в ротацию телеканала «Муз-ТВ».
20 февраля 2002 года группа Грин Грей и ДеЦл сняли в Киеве видеоклип на совместную композицию «Весна восьмого дня». Съёмки прошли в клубе «Заир» под руководством режиссёра Виктора Придувалова. Изначально эта песня была записана и экранизирована ещё год назад. 19 февраля музыканты перезаписали композицию в киевской студии, сделав её более живой, в стилистике современного рока. Старый вариант песни вошёл в альбом ДеЦла «Уличный боец», новая версия была включена в новый диск Green Grey — «Эмигрант». На Украине премьера клипа на эту песню была приурочена к женскому празднику 8 Марта. Видеоклип попал в ротацию чартов «Русская десятка» и «20 самых-самых» телеканала «MTV Россия».

## Награды
- В 2001 году за песню «Письмо» ДеЦл получил награду на музыкальной премии «Стопудовый хит» от Хит-FM, которая прошла в Государственном Кремлёвском дворце 2 июня 2001 года[21].
- В 2001 году за песню «Письмо» ДеЦл получил награду на музыкальной премии «Золотой граммофон», которая прошла в Государственном Кремлёвском дворце 17 ноября 2001 года[22].

## Критика
В 2001 году музыкальный обозреватель украинского портала MusicNews, Евгений Штерев, написал, что «второй альбом молодого хоппера заметно отличается от первого. Он действительно подрос, набрал крепости в голосе и даже спромогся написать хотя и меньшую, но всё же кое-какую часть текстов на своём альбоме.».
В 2007 году главный редактор портала Rap.ru, Андрей Никитин, поместил альбом «Уличный боец» в список главных альбомов русского рэпа.
В 2020 году российский портал Rap.ru написал, что именно с альбома «Уличный боец» начался действительный творческий рост ДеЦла:
Именно с альбома «Уличный боец» начался действительный творческий рост Децла. Случилось самое главное: Кирилл сам начал писать свои тексты и это получалось совсем неплохо. Хотя кроме пресловутого «Письма» на втором альбоме не было хитов, но среди хип-хоп нации того времени (настаиваем именно на такой формулировке) самостоятельное творчество рэпера получило тёплый отзыв. Мы уверены, что без таких треков, как «Не пытайся меня слить» была бы невозможной поздняя интеграция Кирилла в андеграундное сообщество. Там за своих воспринимают только тех, кто всё делает самостоятельно.
В 2020 году видеоклип на песню «Письмо» вошёл в список «25 главных хип-хоп-клипов на русском языке» журнала «Афиша»:
Красочно срежиссированная остросоциальщина от самого ненавидимого на тот момент музыканта в стране. По прошествии лет, конечно, понимаешь и его эмоции, и чувства этой неназванной поклонницы. — Николай Овчинников, редактор раздела «Музыка» «Афиши Daily»

## Список композиций
| Номер трека | Название                | Участвует                                     | Музыка                      | Слова               | Время |
| ----------- | ----------------------- | --------------------------------------------- | --------------------------- | ------------------- | ----- |
| 01          | «Уличный боец»          |                                               | Tonik                       | ДеЦл                | 3:29  |
| 02          | «Письмо»                | Маруся (+ бэк-вокал)                          | LA                          | ШЕFF                | 4:24  |
| 03          | «Не пытайся меня слить» |                                               | DJ 108                      | ШЕFF                | 4:38  |
| 04          | «В любви»               | Bad B. Альянс (N’Pans, Sexy Lia, Купер, ШЕFF) | Shooroop, Брюс (бас-гитара) | ШЕFF, N’Pans, Купер | 4:12  |
| 05          | «Море»                  | Ирина «Шмель» Минина (+ бэк-вокал)            | Shooroop, LA                | ШЕFF                | 3:27  |
| 06          | «Уличные псы»           | N’Pans                                        | LA                          | ДеЦл, N’Pans        | 4:47  |
| 07          | «Рифмы по-английски»    |                                               | LA                          | Ladjack             | 3:23  |
| 08          | «MC Кулак»              |                                               | Tengiz                      | ШЕFF                | 1:50  |
| 09          | «Политики»              | Ленин                                         | Shooroop                    | ШЕFF                | 3:27  |
| 10          | «Фиаско»                |                                               | Tonik                       | ДеЦл, ШЕFF          | 3:29  |
| 11          | «Нет войне»             |                                               | DJ 108                      | ДеЦл                | 2:42  |
| 12          | «Весна восьмого дня»    | Грин Грей                                     | Грин Грей                   | ДеЦл, Грин Грей     | 4:03  |

### Семплы
Информация о семплах взята с сайта WhoSampled:
- «Уличный боец»: Andrei Rodionov and Boris Tikhomirov — «512 Kbytes» (1987) (клавишные)
- «Письмо»: Tom Jones — «Nothing Rhymed» (1971) (виолончели)
- «Не пытайся меня слить»: Группа Стаса Намина — «Летний вечер» (1980) (акустическая гитара)
- «Море»: Boney M. — «Sunny» (1976) (виолончели), Malcolm McLaren — «Buffalo Gals» (1982) (скретч)
- «Уличные псы»: Beside — «Change the Beat (Female Version)» (1982) (скретч)
- «Политики»: Melvin Bliss — «Synthetic Substitution» (1973) (ударные)
- «Нет войне»: Bob James — «Shamboozie» (1982) (клавишные)
- «Весна восьмого дня»: Funkadelic — «Good Old Music» (1970) (ударные)

### Чарты и ротации
По данным интернет-проекта Moskva.FM, одна песня из альбома — «Письмо» — была в ротации нескольких российских радиостанций с 2009 по 2015 год.

## Участники записи
- ДеЦл — исполнитель (1-12), автор текста (1, 6, 10, 11, 12)
- ШЕFF — исполнитель (4), автор текста (2, 3, 4, 5, 9, 10), продюсер альбома
- Купер — исполнитель (4), автор текста (4)
- Sexy Lia — исполнитель (4)
- N’Pans — исполнитель (4, 6), автор текста (4, 6)
- Ленин — засемплированный голос (9)
- Ladjack — автор текста (7)
- Грин Грей — автор музыки и текста (12)
- DJ LA — автор музыки (2, 5, 6, 7)
- Shooroop — автор музыки (4, 5, 9); запись, сведение и мастеринг на студии Hip-Hop Info Studio
- Tonik — автор музыки (1, 10)
- DJ 108 — автор музыки (3, 11)
- Tengiz — автор музыки (8)
- Брюс — бас-гитара (4)
- Ирина «Шмель» Минина — бэк-вокал (5)
- Маруся — бэк-вокал (2)
- Сергей Дандурян — фотограф
- Андрей Скучалин — идея оформления, дизайн и компьютерная графика